# Strada Statale 49 bis della Pusteria
Die Strada Statale 49 bis della Pusteria (SS 49 bis) ist eine lediglich rund zwei Kilometer lange Staatsstraße im Eisacktal in Südtirol (Italien). Sie verknüpft die SS 49 (Strada Statale della Pusteria, auf Deutsch meist Pustertaler Staatsstraße genannt), als deren Bestandteil sie üblicherweise aufgefasst wird, mit der A22-Anschlussstelle Brixen-Pustertal.
Die SS 49 bis kreuzt unmittelbar nach ihrem Beginn an der Autobahn-Anschlussstelle (Gemeinde Vahrn) die SS 12 und überquert mittels einer hohen Brücke den Eisack im Bereich des Riggertals. Bei Schabs (Gemeinde Natz-Schabs) mündet sie schließlich in die SS 49.